# Castellina Scalo
Castellina Scalo è una frazione del comune italiano di Monteriggioni, nella provincia di Siena, in Toscana. 

## Geografia fisica
La frazione di Castellina Scalo è situata al limite settentrionale del territorio comunale di Monteriggioni, al confine con i comuni di Castellina in Chianti, Poggibonsi e Colle di Val d'Elsa. Il paese è lambito ad est dal corso del torrente Staggia (35 km) che nasce nei pressi di Fonterutoli e va ad immettersi nel fiume Elsa presso Poggibonsi. Il territorio è interessato inoltre da vari piccoli corsi d'acqua, affluenti dello Staggia, il principale dei quali è il fosso della Gora (2 km) che scorre a sud dell'abitato.
Castellina Scalo confina a nord con Staggia Senese, a est con Rencine e il comune di Castellina in Chianti, a sud con il castello di Monteriggioni, e ad ovest con l'area artigianale del Casone, presso Abbadia a Isola.

## Storia
L'abitato attuale nasce in stretta relazione con la realizzazione dello scalo ferroviario denominato Castellina in Chianti-Monteriggioni, lungo la Ferrovia centrale toscana. Nelle immediate vicinanze vi sono tuttavia insediamenti molto più remoti, come quello medievale di Castiglionalto, situato sulla collina immediatamente a sud-ovest.
L'evoluzione urbana di Castellina Scalo si deve alla presenza di alcuni piccoli opifici che si sono sviluppati nei primi decenni del XX secolo. Nel 1930 vi ebbe sede la Società Anonima Miniera di Campalli (che sfruttava i giacimenti di lignite dislocati nelle vicinanze di Lilliano) chiusa definitivamente nel 1963.
Tuttavia il principale elemento di accrescimento di Castellina Scalo fu l'edificazione sul finire degli anni venti del XX secolo, di uno stabilimento di fertilizzanti della società Puccioni (nata nel 1888 a Castelfiorentino), inizialmente costituito da capannoni in mattoni e in seguito ingrandito notevolmente con la costruzione di alte volumetrie in cemento armato tra le quali ve ne erano due dalla struttura parabolica, simili a quella dell'impianto Puccioni (poi passato alla Montecatini) di Castelfiorentino, e comunque diffuse nelle architetture industriali coeve di una certa importanza. Lo stabilimento venne chiuso nel 1969 in quanto la proprietà ritenne opportuno concentrare la produzione nel proprio insediamento di Vasto. Il complesso manifatturiero, in totale abbandono per tre decenni, è stato demolito (salvaguardando soltanto la villa del direttore) alla fine degli anni novanta del XX secolo e nella sua area adesso vi si trova un'estesa officina siderurgica aperta nel 2000.
Nelle immediate vicinanze della stazione (poco a destra di essa) presumibilmente sul finire degli anni trenta del XX secolo, furono costruiti un capannone e il relativo piccolo edificio degli uffici, della società Montecatini. Entrambi esistono ancora e sono utilizzati a scopo ricreativo.
Un'altra struttura produttiva rilevante di Castellina Scalo fu uno stabilimento della società Bertolli. Esso era situato tra l'attuale via Chiantigiana e lo scalo merci. Qui vi si imbottigliava il vino denominato "Castellino". Questo complesso è stato completamente demolito attorno al 2005.
Attualmente Castellina Scalo ha una zona industriale per lo più esterna all'abitato, dove sono da annoverare soprattutto insediamenti siderurgici, vinicoli e oleicoli.  

## Monumenti e luoghi d'interesse

### Architetture religiose
Al centro del paese si trova la monumentale chiesa di Cristo Re e Maria Nascente, la cui costruzione fu avviata nel 1931 su progetto dell'architetto Severino Crott in tardo stile neomedioevale con riferimenti neobizantini e art déco, per essere consacrata nel 1933. Edificio parrocchiale della frazione, presenta una pianta a croce latina, con un'abside semicircolare così come le testate del transetto.  La facciata a capanna è realizzata in travertino nella parte inferiore e in laterizio nella parte superiore, con un portale centrale sormontato da lunetta con arco a tutto sesto e tettoia, lesene decorate, tre finestre e un mosaico.

### Architetture civili
Nella zona meridionale dell'abitato invece si possono trovare i resti del complesso castellano di Castiglionalto, un tempo detto Castiglion Ghinibaldi, in quanto fu possesso nel XIII secolo di Ghinibaldo dei Saracini, marito di donna Sapìa Salvani, ricordata da Dante Alighieri nel tredicesimo canto del Purgatorio.

## Geografia antropica
Oltre al centro principale di Castellina Scalo, che comprende anche il nucleo storico di Castiglionalto, si trovano nel territorio della frazione varie località minori quali il nucleo abitato di Gabbricce (227 m s.l.m., 26 abitanti) e le case sparse di Casanovina, Molino Bianco e Serfignano.

## Infrastrutture e trasporti
Presso Castellina Scalo è situata la stazione di Castellina in Chianti-Monteriggioni, stazione ferroviaria posta lungo la Ferrovia Centrale Toscana (Empoli–Chiusi) a servizio dei due comuni di Monteriggioni e di Castellina in Chianti.

## Sport
La frazione è sede della società calcistica A.S.D. Castellina Scalo, militante nelle categorie provinciali, i cui colori sono l'amaranto e il verde. Le partite casalinghe sono disputate allo Stadio comunale di Castellina Scalo, presso il locale centro sportivo in località Gabbricce.
Nel 2016 è stato inaugurato presso il medesimo centro sportivo anche lo stadio di baseball, intitolato dal 2018 alla memoria del Prof. Antonio Scialoja, docente di Diritto privato della Facoltà di Economia dell’Università di Siena e “pioniere” del batti e corri a Siena a fine anni ‘70, scomparso nel 2007. Qui giocano le proprie partite casalinghe le categorie giovanili e seniores del Baseball Club Siena.